# Стејт Лајн (Ајдахо)
Стејт Лајн (енгл. State Line) град је у америчкој савезној држави Ајдахо.

## Демографија
По попису из 2010. године број становника је 38, што је 10 (35,7%) становника више него 2000. године.
| Група             | 2000.      | 2010.       |
| Белци             | 23 (82,1%) | 38 (100,0%) |
| Афроамериканци    | 0 (0,0%)   | 0 (0,0%)    |
| Азијати           | 0 (0,0%)   | 0 (0,0%)    |
| Хиспаноамериканци | 3 (10,7%)  | 0 (0,0%)    |
| Укупно            | 28         | 38          |